# Ravel (roman)
Pour les articles homonymes, voir Ravel (homonymie).
Ravel est une biographie romancée écrite par Jean Echenoz et parue le 12 janvier 2006 aux Éditions de minuit. Elle  est consacrée aux dix dernières années de la vie du compositeur français de musique classique Maurice Ravel.

## Historique du roman
Ravel est le premier tome d'une suite de romans biographiques d'hommes illustres – composée de Courir sur l'athlète Emil Zátopek (2008) et Des éclairs sur le physicien Nikola Tesla (2010) – dite des « vies imaginaires » en référence au livre homonyme de Marcel Schwob paru en 1896. Alors que Jean Echenoz voulait écrire un roman de pure fiction se déroulant dans les années 1930 et dans lequel le personnage de Maurice Ravel ne devait seulement faire qu'une apparition, c'est la visite de la maison du compositeur à Montfort-l'Amaury qui transforma le projet et l'orienta vers celui d'une biographie romancée entièrement consacrée à ce dernier. Ce roman prolonge aussi d'une certaine manière le précédent, Au piano (2004), dans lequel Jean Echenoz mettait déjà en scène un pianiste en butte aux affres de son art et des concerts.

## Résumé
Maurice Ravel est alors un homme connu dans le monde entier pour ses œuvres. Au début du roman, il fait une tournée triomphale aux États-Unis où tout le monde célèbre son génie. Il nous est décrit comme un mondain, toujours tiré à quatre épingles, qui se soucie sans cesse de son aspect. Le roman joue sur l’ambiguïté du personnage : il est à la fois adulé par tous et profondément seul et malheureux. Il vit seul dans sa maison où il s'ennuie et souffre d'insomnie. À la fin de sa vie, il perd peu à peu la tête jusqu'à ne plus se souvenir qu'il est l'auteur de son œuvre. Il oublie le nom de ses amis. Ces derniers décident de le faire opérer du cerveau. C'est un échec ; il meurt dix jours plus tard.

## Accueil critique
Le roman est largement apprécié par la critique littéraire,, notamment par Pierre Assouline qui souligne la « malice » de l'auteur reposant sur le « culte du détail et un humour irrésistible ».
Le roman a reçu en 2006 le prix Marianne ainsi que le prix François-Mauriac de la région Aquitaine et fut considéré comme le quatrième meilleur livre de l'année 2006 par le magazine Lire.

## Adaptation
Le 7 janvier 2020, le récital Ravel, croisière intime, créé par l'orchestre de l'Opéra de Limoges dirigé par Philippe Forget à l'Opéra de Limoges, utilise des extraits du roman pour accompagner la musique du compositeur.